# Philipp von Dreux
Philipp von Dreux, zumeist Philipp von Beauvais genannt, (* 1158; † 2. November 1217) war ein Bischof und Graf von Beauvais aus dem Haus Dreux. Er war ein Sohn des Grafen Robert I. von Dreux und dessen dritter Ehefrau, Agnes von Baudément.
Über seinen Vater war er ein Enkel des französischen Königs Ludwig VI. dem Dicken und damit ein Angehöriger der Dynastie der Kapetinger. König Philipp II. August war sein Cousin ersten Grades. Diese familiären Bande gelten als Indikator für Philipps offenen Hass auf das Haus Plantagenet, welches der größte Rivale des kapetingischen Königtums in der zweiten Hälfte des 12. Jahrhunderts war. Den Kampf gegen die Plantagenets und ihr „Angevinisches Reich“ führte Philipp daher weniger als Prediger von der Kanzel, als vielmehr als Ritter im Sattel.

## Leben
Er wurde am 17. Mai 1176 zum Bischof von Beauvais gewählt und trat dieses Kirchenamt im folgenden Jahr an.
Im Jahr 1179 zog Philipp erstmals zusammen mit dem Grafen Heinrich I. von Champagne und seinem Onkel, Peter I. von Courtenay, in das Heilige Land. Ihre Ankunft bewog den Sultan Saladin, seine Offensive gegen das Königreich Jerusalem abzubrechen, die er nach seinem Sieg am Litani-Fluss im Jahr zuvor geplant hatte. Stattdessen griff er die Burg an der Jakobs-Furt an und eroberte sie. Philipp und seine Begleiter weigerten sich, gegen Saladin auszureiten, und reisten in die Heimat zurück.
Im Jahr 1182 erlaubte Philipp der Bürgerschaft von Beauvais, einen Maire zu ernennen, worüber sich die Kanoniker des Bistums beklagten. König Philipp II. bestätigte dennoch diese Erweiterung der kommunalen Verfassung noch im selben Jahr. Im Krieg gegen Heinrich II. Plantagenet engagierte sich Philipp mit Verwüstungen in der oberen Normandie und attackierte 1188 die Burg von Aumale.

### Dritter Kreuzzug
Im Jahr 1189 entschloss sich Philipp zur Teilnahme am dritten Kreuzzug. Mit seinem älteren Bruder, Graf Robert II. von Dreux, gehörte er einem Vorauskommando französischer Ritter an, mit denen er im September 1189 vor Akkon landete. Noch während der Belagerung Akkons drängte sich Philipp in die Politik der christlichen Barone Outremers. Er unterstützte dabei die Annullierung der Ehe Prinzessin Isabellas von ihrem ersten Ehemann, Humfried IV. von Toron. Die Prinzessin sollte mit dem Markgrafen Konrad von Montferrat wiederverheiratet werden, der somit als Gegenprätendent zu Guido von Lusignan für den Thron Jerusalems aufgebaut werden sollte. Lusignan war ein Protegé des Plantagenet, Richard Löwenherz, und damit per se ein Feind Philipps. Nachdem er die Unterstützung des päpstlichen Legaten gewonnen hatte, nahm er selbst die Eheschließung Konrads und Isabellas am 24. November 1190 in Tyros vor. Die Rivalität der Prätendenten, die durch die Ankunft der Könige 1191 noch verstärkt wurde, dauerte den gesamten Kreuzzug an, die Zeit spielte aber für Philipp und Konrad.
Nachdem Richard Löwenherz im Frühjahr 1192 auf seine Abreise in die Heimat drängte, entschloss er sich, die Machtfrage in Outremer durch die fränkischen Barone entscheiden zu lassen. Die Wahl wurde ein Triumph Konrads, der alle Stimmen erhielt. Guido von Lusignan musste sich nach Zypern zurückziehen. Aber nur wenige Tage, nachdem der Graf Heinrich II. von Champagne die Botschaft vom Wahlerfolg nach Tyros gebracht hatte, wurde König Konrad nach einem Besuch bei Philipp in den Gassen der Stadt von zwei Assassinen ermordet. Philipp von Beauvais gehörte zu jenen, die sofort Richard Löwenherz der Anstiftung zu dieser Tat beschuldigten. Nur zwei Tage später heiratete die Witwe Isabella auf Drängen der Stadtbevölkerung den Grafen von Champagne.

### Kampf gegen die Plantagenets
In der französischen Heimat stürzte sich Philipp, seinen königlichen Cousin unterstützend, in den Kampf gegen die Plantagenets. Zunächst als Diplomat am Hof Kaiser Heinrichs VI., wo er versuchte die Gefangenschaft Richard Löwenherz’ so lang wie möglich hinauszuzögern. Nach Richards Freilassung 1194 nahm Philipp an den Kampfhandlungen gegen ihn teil, an denen er sich durch eine kompromisslose Härte hervortat. Bei einem Friedensgespräch in Verneuil 1195 sorgte er mit verbalen Angriffen gegen Richard für ein Scheitern der Verhandlung. Nachdem sich König Philipp II. und Richard Löwenherz im Frühjahr 1196 in Louviers doch zu einem Frieden bereit erklärt hatten, ignorierte Philipp dies und war durch seine Raubzüge in der Normandie im Sommer desselben Jahres mit verantwortlich für den erneuten Ausbruch des Krieges. Am 19. Mai 1197 wurde er bei einem Scharmützel in der Nähe von Milly-sur-Thérain durch Richards Söldnerführer, Mercadier, gefangen genommen und nach Rouen gebracht.
Aus seiner Gefangenschaft heraus richtete Philipp ein Hilfsgesuch an Papst Coelestin III. für eine schnelle Freilassung. Der Papst aber erklärte in einer scharfen Antwort, dass Philipp für sein Schicksal selbst verantwortlich war, da er die Bischofsmitra für einen Ritterhelm getauscht habe. Darüber hinaus habe er sein kirchliches Amt für ein weltliches, kriegerisches Leben sträflich vernachlässigt. Der Papst erklärte sich bereit, aus alter Freundschaft als Privatmann sich bei Richard Löwenherz um eine Freilassung einzusetzen, nicht aber in seiner Funktion als Oberhaupt der Kirche, da Philipp durch sein Handeln gegen einen Kreuzfahrer jeglichen kirchlichen Schutz verloren habe. Aber erst der Tod Richards 1199 brachte ihm wieder die Freiheit. Nachdem sich Johann Ohneland zunächst weigerte, ihn freizulassen, belegte der Papst die Normandie mit dem Interdikt, worauf sich Johann mit 2.000 Mark als Lösegeld zufriedengab.
Philipp nahm sein kriegerisches Leben schnell wieder auf. Im Jahr 1209 stellte er mit dem Grafen Wilhelm von Ponthieu ein Heer nordfranzösischer Ritter für den Albigenserkreuzzug auf. Sie erreichten 1210 das Languedoc, wo sie bei der Belagerung der Burg von Termes zu Simon IV. de Montfort stießen.
Am 27. Juli 1214 kämpfte Philipp in der entscheidenden Schlacht bei Bouvines. Dabei befehligte er zusammen mit seinem Bruder den linken Flügel des französischen Heeres gegen die Reihe des Grafen Rainald I. von Dammartin und William Longespée, die beide gefangen genommen werden konnten. An der Schlacht nahmen auch der Erzbischof von Reims sowie die Bischöfe von Senlis und Laon teil.
Nach seinem Tod wurde Philipp in der Kathedrale von Beauvais bestattet.